# Érosion côtière en Louisiane

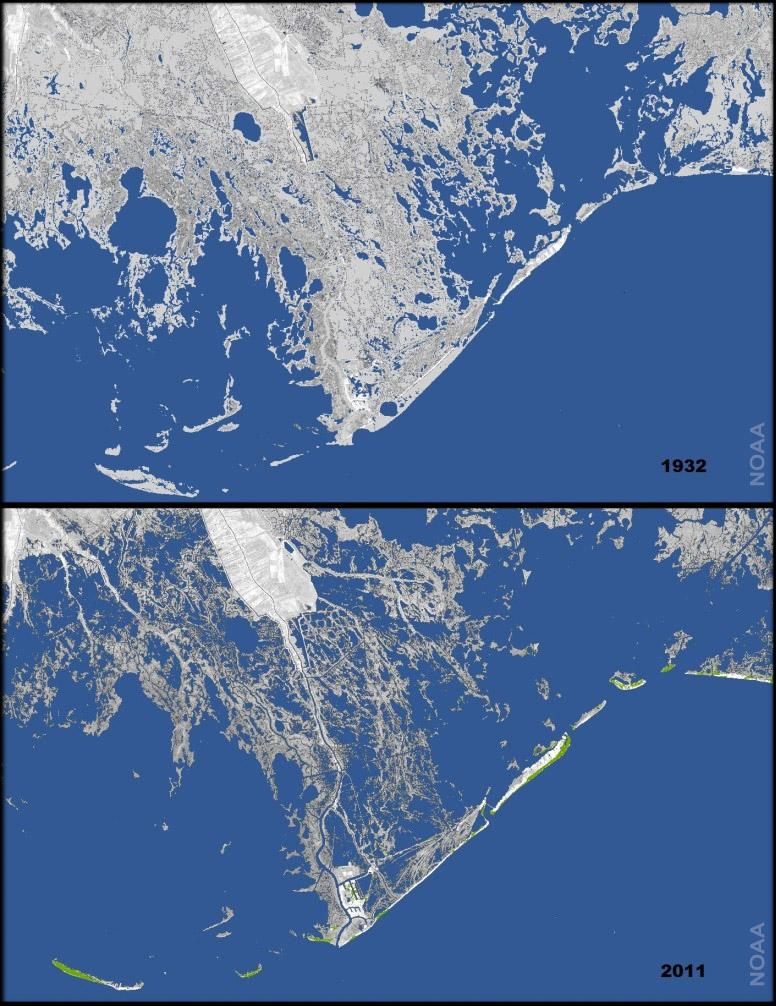
Exemple de perte de terres sur la côte de la Louisiane entre 1932 et 2011 ; détail de la zone de Port Fourchon.

L'État américain de Louisiane a subi un processus de transformation environnemental rapide, qui a été exacerbée par de nombreuses variables, y compris le changement climatique. Parmi ces manifestations, l'érosion côtière est le processus d'épuisement constant des zones humides le long du littoral de l'État dans les marais, les marécages et les îles-barrières, affectant particulièrement le bassin alluvial entourant l'embouchure du fleuve Mississippi. Entre les années 1932 à 2016, la côte de la Louisiane a perdu environ 4 833 km2 (1 866,031734447 mi2) de terre, soit environ la taille de la superficie de l'état Delaware. Les taux de changement des zones humides sur toute la côte ont varié de −83,5 km2 (−32,2395302765 mi2) à −28,01 km2 (−10,81472147359 mi2) par an, avec des taux de pertes de pointe survenant dans les années 1970. L’une des conséquences de l’érosion côtière est une vulnérabilité accrue aux ondes de tempête provoquées par les ouragans, qui affectent la zone métropolitaine de la Nouvelle-Orléans et d’autres communautés de la région. L’État a élaboré un plan directeur global pour la restauration côtière et a commencé à mettre en œuvre divers projets de restauration tels que des dérivations d’eau douce, mais certaines zones devront être priorisées et ciblées pour les efforts de restauration, car il est peu probable que toutes les zones humides épuisées puissent être réhabilitées.
Le processus d'érosion côtière en Louisiane est le résultat de divers facteurs, notamment l'élévation du niveau de la mer ; l'affaissement ordinaire des matières organiques ; la privation de sédiments périodiques en raison des mesures de prévention des inondations ; les cyclones tropicaux ; l'extraction et les infrastructures de pétrole et de gaz ; les infrastructures de navigation ; et l'intrusion d'eau salée. Alors que l'affaissement du sol est dominé par l'ajustement isostatique glaciaire (AIG), la compression des sédiments est le facteur suivant qui aggrave encore le problème. L’élévation du niveau de la mer attribuée au réchauffement climatique, bien que n’en étant pas la cause profonde, est également considérée comme un facteur contributif et une préoccupation future.

## Facteurs contributifs

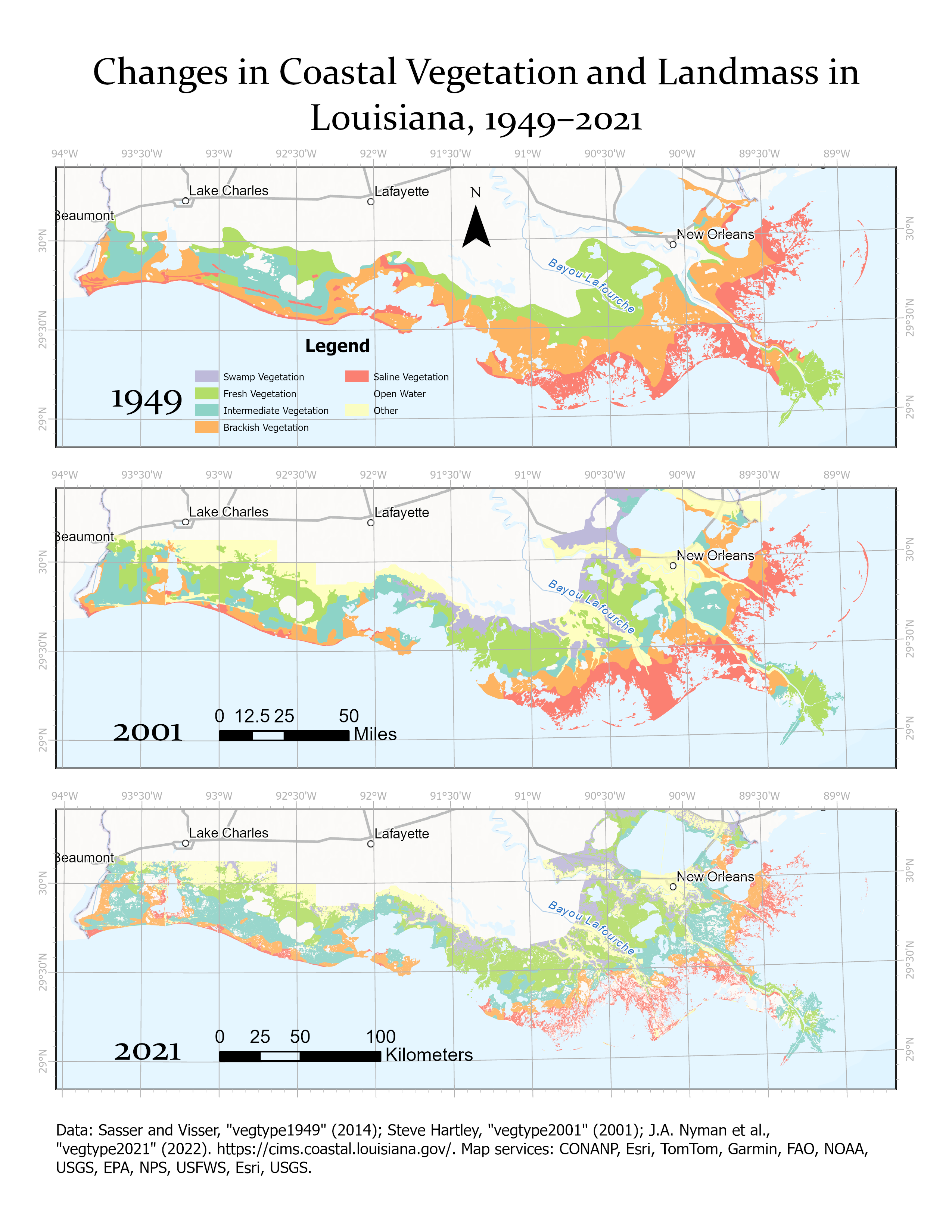
Carte des pertes côtières, 1949-2021.

L'érosion côtière, ou érosion du littoral est définie comme « la perte de terres côtières due à l'élimination nette de sédiments ou de roches du littoral ». Le sud de la Louisiane est l'un des principaux endroits touchés. En 1973, l’Université d’État de Louisiane a publié un « Environmental Atlas and Multi-Use Management Plan for South-Central Louisiana » ( « Atlas environnemental et un plan de gestion polyvalent pour le centre-sud de la Louisiane » ) analysant le problème et les solutions possibles. Les solutions n’ont pas été mises en œuvre et les problèmes que le rapport cherchait à résoudre sont toujours en suspens.